# Василівська волость (Лебединський повіт)
Василівська волость — адміністративно-територіальна одиниця Лебединського повіту Харківської губернії.

Станом на 1885 рік — складалася з єдиного поселення, єдиної сільської громади. Населення 2067 — осіб (1007 осіб чоловічої статі та 1060 — жіночої), 320 дворових господарств.
|                     | Площа, десятин | У тому числі орної, десятин |
| ------------------- | -------------- | --------------------------- |
| Сільських громад    | 1932           | 1855                        |
| Приватної власності | 5333           | 3270                        |
| Іншої власності     | —              | —                           |
| Загалом             | 7265           | 5125                        |

Поселення волості станом на 1914 рік:
- село Василівка — 2504 мешканці.

Старшиною волості був Рябко Влас Васильович, волосним писарем — Гончаров Костянтин Якович, головою волосного суду — Гончаренко Юхим Іванович.